# Rob Eckhardt
Rob Eckhardt (Amsterdam, 1953) is een Nederlands architect, meubelontwerper en docent, bekend van zijn originele postmoderne meubelstukken.

## Levensloop
Eckhardt studeerde architectuur aan de Technische Hogeschool Delft en vestigde zich in 1980 als zelfstandig architect in Amsterdam.
In eerste instantie werkte Eckhardt aan de herinrichting van cafés en ontwierp bijvoorbeeld ook het interieur van het in 1985 geopende restaurant Bordewijk aan de Noordermarkt in Amsterdam. In dit kader ontwierp hij ook een compacte stoel voor een discotheek, die hij in eigen beheer produceerde. Met een publicatie in het tijdschrift Avenue kreeg zijn werk bekendheid, en in 1982 opende hij een eigen winkel.
Later in de jaren 80 ging hij samenwerken met de meubelfabriek Pastoe, die zijn stoelontwerpen begon te produceerde. In 1987 won Eckhardt met het zitelement Pouffe Garni bij de Nederlandse meubelprijzen 1987 de prijs voor het beste hedendaagse meubelontwerp.
Andere opmerkelijke ontwerpen, zoals "Groeten uit Holland", "Karel Doorman" en "Garni" werden in samenwerking met een andere producent vervaardigd, de Gebroeders van der Stroom.
In de jaren 80 begon Eckhardt ook als docent bij de Koninklijke Academie van Beeldende Kunsten in Den Haag, waar hij les gaf aan onder anderen Ed Annink.
In de jaren 90 ging Eckhardt samenwerken met de Goos Leeuwenstein en opende in Rotterdam de zaak Eckhardt en Leeuwenstein aan de Weena. In het nieuwe millennium keerden ze terug naar Amsterdam, waar ze zich als "Eckhardt en Leeuwenstein Architecten, interieur" nestelden aan het Sarphatipark.

## Werk
Eckhardt verwierf bekendheid als ontwerper met onder andere de stoel Groeten uit Holland uit 1983, een asymmetrisch ontworpen chaise longue die verwijst naar de vorm van een tulp. Een ander bekend ontwerp van Eckhardt was de stoel Karel Doorman. Beide stoelen werden populaire designmeubelen in de jaren 80 en werden geruime tijd geproduceerd door Pastoe.
Zijn ontwerpfilosofie was om het ontwerp niet als een geïsoleerd, zelfstandig element te beschouwen, maar als elementaire onderdeel van de omgeving waarin het terecht komt.

## Publicaties
Artikelen over zijn werk
- Redactie. "Wat Eckhardt ontwerpt zit goed". Nieuwsblad van het Noorden. Groningen, 13-02-1993.
- Eveline Baks. "Bekroonde Amsterdammer exposeert op Binnenhuis Lamp van soeplepels typisch Rob Eckhardt." Limburgsch dagblad. Heerlen, 06-02-1993.
- Monique Teunissen. "Stoelen van Peik Suyling, Radboud van Beekum en Rob Eckhardt". Bijvoorbeeld. XVIII (1986) nr.1, p. 36-39.